# Torneo ARUSA 2020-21
El Torneo ARUSA de 2020-21 fue un torneo de rugby de Chile, fue organizado por la Asociación de Rugby de Santiago.
Se disputó del 21 de noviembre y finalizó el 16 de enero, fue el primer torneo oficial de rugby de Chile desde el comienzo de la pandemia de COVID-19, además fue el segundo deporte colectivo en reiniciarse en el país luego del fútbol.

## Sistema de disputa
El torneo se disputó en formato liga donde cada equipo se enfrentó a los equipos restantes, totalizando seis partidos por cada equipo, el campeón fue el equipo que al finalizar el campeonato obtuvo mayor cantidad de puntos.

## Clasificación
| Pos. | Equipo                | Encuentros | Encuentros | Encuentros | Encuentros | Tantos | Tantos | Tantos | PB | PB | Puntos |
| Pos. | Equipo                | PJ         | PG         | PE         | PP         | F      | C      | Dif    | BO | BD | Puntos |
| ---- | --------------------- | ---------- | ---------- | ---------- | ---------- | ------ | ------ | ------ | -- | -- | ------ |
| 1.º  | PWCC                  | 6          | 5          | 0          | 1          | 179    | 102    | +77    | 5  | 1  | 26     |
| 2.º  | Stade Francais        | 4          | 2          | 1          | 1          | 118    | 63     | +55    | 2  | 1  | 13     |
| 1º   | Old Boys              | 4          | 2          | 1          | 1          | 96     | 90     | +6     | 1  | 0  | 11     |
| 2.º  | COBS                  | 3          | 2          | 0          | 1          | 91     | 43     | +48    | 2  | 0  | 10     |
| 3.º  | Old Reds              | 4          | 2          | 0          | 2          | 61     | 83     | -22    | 1  | 0  | 9      |
| 6.º  | Universidad Católica  | 5          | 1          | 0          | 4          | 59     | 157    | -98    | 0  | 1  | 5      |
| 7.º  | Club Deportivo Alumni | 4          | 0          | 0          | 4          | 61     | 127    | -66    | 0  | 2  | 2      |

|  | Campeón. |

## Fase Regular

### Primera Fecha
| 21 de noviembre de 2020 | PWCC | 28 - 29 | Old Boys |  |  |

| 2 de diciembre de 2020 | Universidad Católica | 17 - 19 | Old Reds |  |  |

| 23 de enero de 2021 | Stade Francais | Cancelado | CD Alumni |  |  |

### Segunda Fecha
| 28 de noviembre de 2020 | Old Boys | 19 - 34 | COBS |  |  |

| 28 de noviembre de 2020 | Old Reds | 10 - 23 | Stade Francais |  |  |

| 23 de enero de 2021 | CD Alumni | 25 - 28 | PWCC |  |  |

### Tercera Fecha
| 5 de diciembre de 2020 | COBS | 47 - 3 | CD Alumni |  |  |

| 5 de diciembre de 2020 | Stade Francais | 23 - 23 | Old Boys |  |  |

| 5 de diciembre de 2020 | Universidad Católica | 6 - 44 | PWCC |  |  |

### Cuarta Fecha
| 12 de diciembre de 2020 | CD Alumni | 12 - 24 | Old Reds |  |  |

| 13 de diciembre de 2020 | Old Boys | 22 - 5 | Universidad Católica |  |  |

| 12 de diciembre de 2020 | COBS | Cancelado | Stade Francais |  |  |

### Quinta Fecha
| 18 de diciembre de 2020 | Stade Francais | 48 - 3 | Universidad Católica |  |  |

| 19 de diciembre de 2020 | COBS | 10 - 21 | PWCC |  |  |

| 23 de enero de 2021 | Old Boys | Cancelado | Old Reds |  |  |

### Sexta Fecha
| 9 de enero de 2021 | CD Alumni | Cancelado | Old Boys |  |  |

| 9 de enero de 2021 | PWCC | 31 - 8 | Old Reds |  |  |

| 9 de enero de 2021 | Universidad Católica | Cancelado | COBS |  |  |

### Séptima Fecha
| 16 de enero de 2021 | CD Alumni | 21 - 28 | Universidad Católica |  |  |

| 16 de enero de 2021 | Old Reds | Cancelado | COBS |  |  |

| 16 de enero de 2021 | PWCC | 27 - 24 | Stade Francais |  |  |

| Bandera de Chile |
| Campeón PWCC     |